# 伊木雪乃
伊木 雪乃（いき ゆきの、1985年2月21日 - ）は、熊本県熊本市出身の元女子競輪選手。現役時代は日本競輪選手会熊本支部所属、ホームバンクは熊本競輪場。日本競輪学校（当時。以下、競輪学校）第102期生。師匠は実父・伊木博一（40期）。

## 経歴
熊本信愛女学院高校出身。祖父・父・叔父2人が競輪選手という競輪一家に育つ。学生時代にスポーツ歴は全くなく、高校卒業後は地元熊本市のIT企業に勤めていたが、女子競輪再開のニュースを見て、「伊木家の競輪の血を絶やしたくない」と競輪学校の入学試験に応募し競輪選手なったという。
2011年2月25日、競輪学校第102回適性試験に合格。在校競走成績は31位（0勝）。
2012年7月6日、京王閣競輪場でデビューし4着。
2016年1月28日、選手登録消除。通算戦績252戦0勝。